# 나카야마 사토시
나카야마 사토시(일본어: 中山 悟志, 1981년 11월 7일 ~ )는 일본의 전 축구 선수, 2002년 아시안 게임 은메달리스트이다.

## 구단 경력
감바 오사카, 나고야 그램퍼스 에이트, 로아소 구마모토, 미토 홀리호크, V-파렌 나가사키, FC 류큐에서 활동하였다.

## 국가대표팀 경력
그는 2002년 아시안 게임에 참가할 일본 U-23 국가대표팀에 발탁되었으며, 은메달 획득에 기여했다.